# Liste der Gerichte in Molise
Die Liste der Gerichte in Molise dient der Aufnahme der staatlichen italienischen Gerichte der ordentlichen und besonderen Gerichtsbarkeit in der Region Molise. Bis auf Weiteres sind nur Gerichtsorte angegeben.

## Ordentliche Gerichtsbarkeit
| Oberlandesgericht | Nachgeordnete (Landes-)Gerichte       | Friedensgerichte                       |
| ----------------- | ------------------------------------- | -------------------------------------- |
| Campobasso        | Campobasso                            | Campobasso                             |
| Campobasso        | Isernia                               | Agnone, Castel San Vincenzo, Isernia   |
| Campobasso        | Larino                                | Larino                                 |
| Campobasso        | Jugendgericht Campobasso              |                                        |
| Campobasso        | Strafvollstreckungsgericht Campobasso | (Strafvollstreckungsstelle Campobasso) |

Beim Oberlandesgericht (Corte d’appello) wird ein Schwurgericht zweiter Instanz eingerichtet, bei den Landesgerichten Schwurgerichte. Beim Oberlandesgericht gibt es eine Generalstaatsanwaltschaft, bei den Landesgerichten und beim Jugendgericht Staatsanwaltschaften.
Beim Oberlandesgericht Campobasso und beim Landesgericht Campobasso bestehen Kammern für Unternehmens-, Urheberrechts- oder Handelssachen.

## Besondere Gerichte
- Regionaler Verwaltungsgerichtshof (TAR) in Campobasso.
- Regionale Steuerkommission (Finanzgericht) in Campobasso.
  - Zwei nachgeordnete Provinz-Steuerkommissionen in Campobasso und Isernia.
- Das Gericht für öffentliche Gewässer in Neapel ist auch für Molise zuständig.
- Außenstelle des Nationalen Rechnungshofes in Campobasso (hat den Status eines Gerichts).
- Für Molise ist das Militärgericht Neapel zuständig.
- Aufgaben der Verfassungsgerichtsbarkeit übernimmt das Verfassungsgericht in Rom.